# 澄川地熱発電所
澄川地熱発電所（すみかわちねつはつでんしょ）は、東北電力が管理運営する地熱発電所。1995年3月、運転開始。東北では6番目、全国では14番目に完成した地熱発電所である。

## 概要

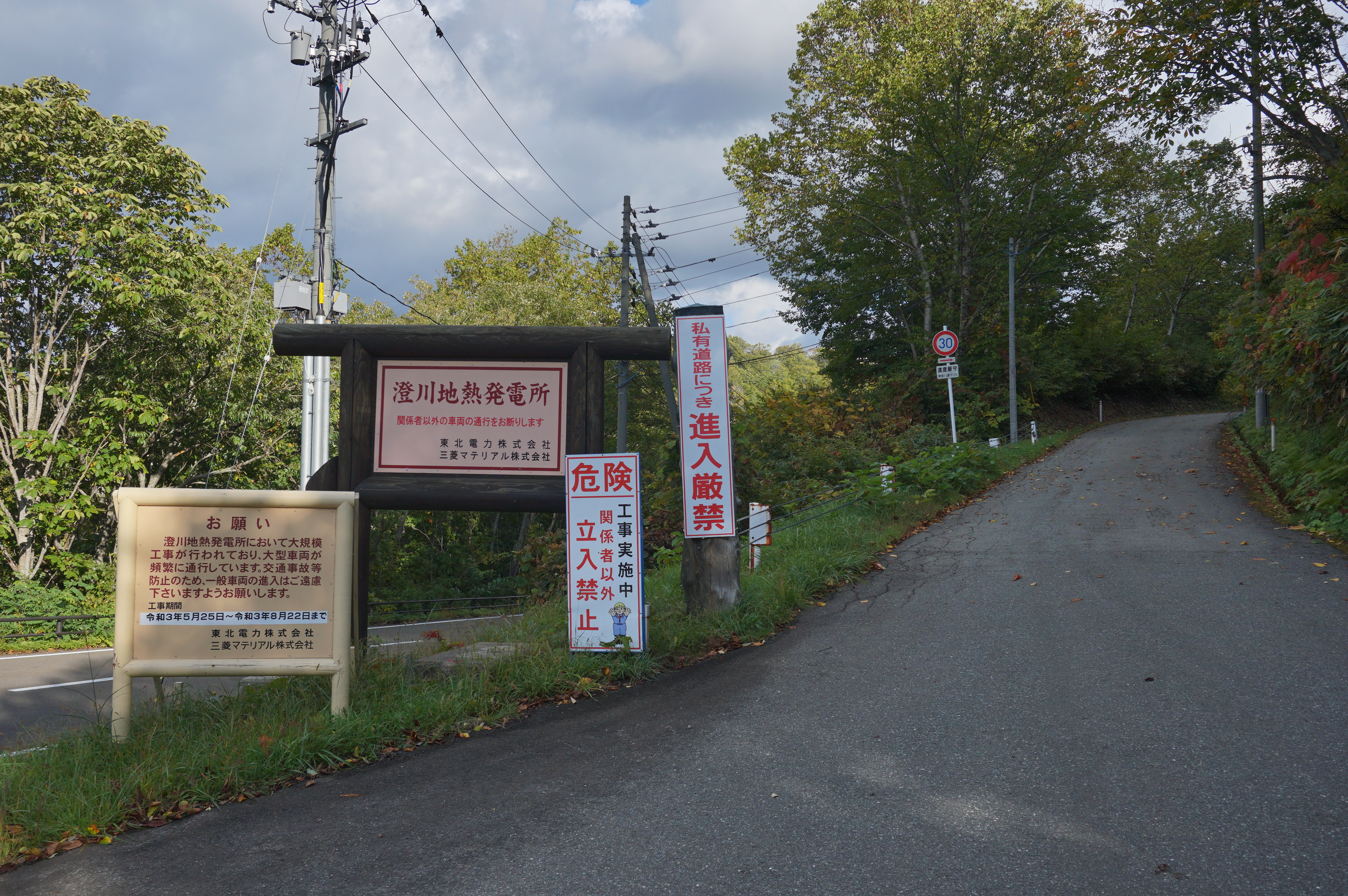
国道341号から施設への入口。発電所方面へは関係者以外立入禁止となっている。

秋田県鹿角市に位置し、三菱マテリアルが提供する蒸気を利用している。東北で一番高い場所にある発電所である。
地下空間を十分に活用できるように、1つの発電基地に複数の坑井を集めて、各坑井を深部に向かって放射状に掘削する方式（集中基地方式）が採用されている。これにより、国立公園の環境維持と、採集蒸気量の増加の両立を目指している。

## 発電設備
- 認可出力：50,000kW[3]
- 営業運転開始：1995年（平成7年）3月2日[1][3]